# Gulbrunt rovfly
Gulbrunt rovfly, Cosmia affinis är en fjärilsart som beskrevs av Carl von Linné 1767. Gulbrunt rovfly ingår i släktet Cosmia och familjen nattflyn, Noctuidae. Arten är reproducerande i både Sverige och Finland. Den svenska populationen bedömd som starkt hotad, EN, medan den finska populationen är bedömd som nära hotad, NT. I Sverige förekommer arten främst i begränsade områden på Öland. Utöver det finns möjliga föryngringar i Skåne, Blekinge och på Gotland. I Finland finns fynd främst i landskapen längs sydkusten, men nordligare fynd finns, även inlandsfynd. Artens är knuten till lundalm och artens livsmiljö är således lövdungar med alm. Även parker och trädgårdar med alm fungerar som livsmiljö. Inga underarter finns listade i Catalogue of Life.

## Bildgalleri

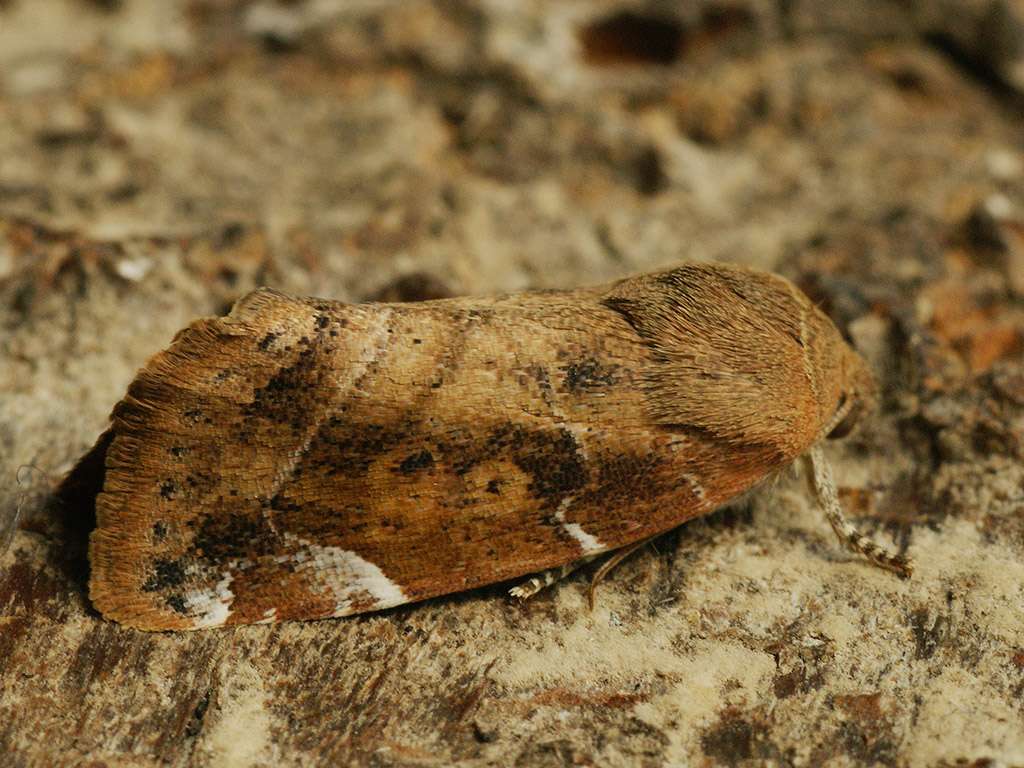
Imago fjäril
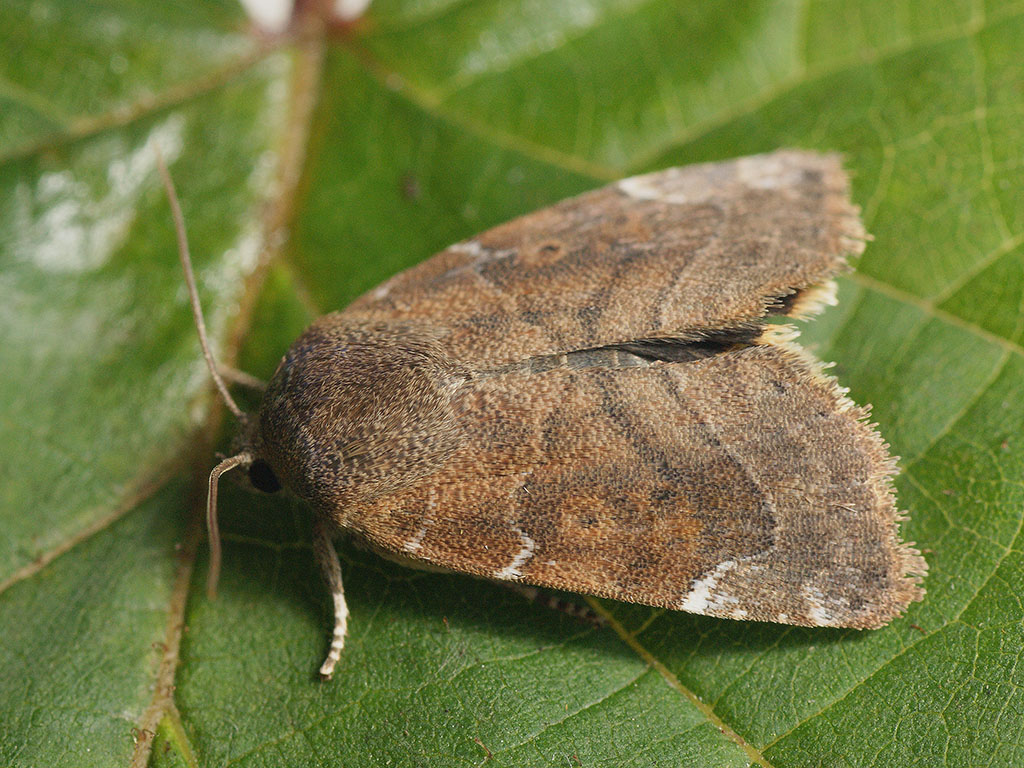
Imago fjäril
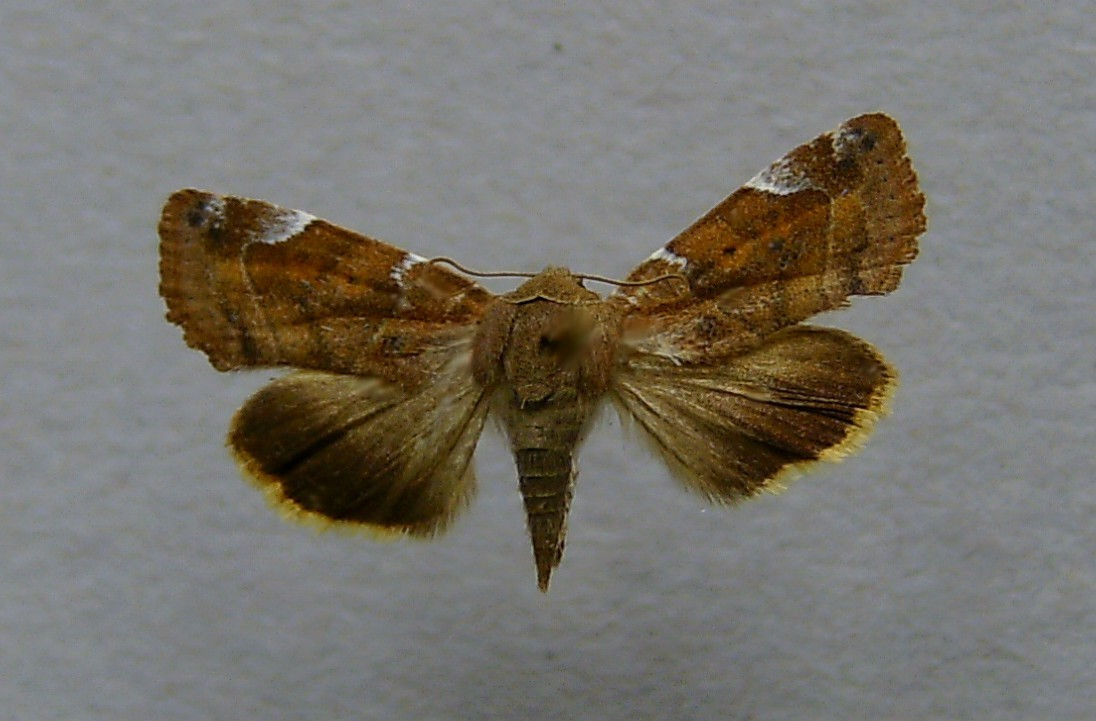
Preparerad (uppnålad) imago fjäril